# Represa de Salto Caxias

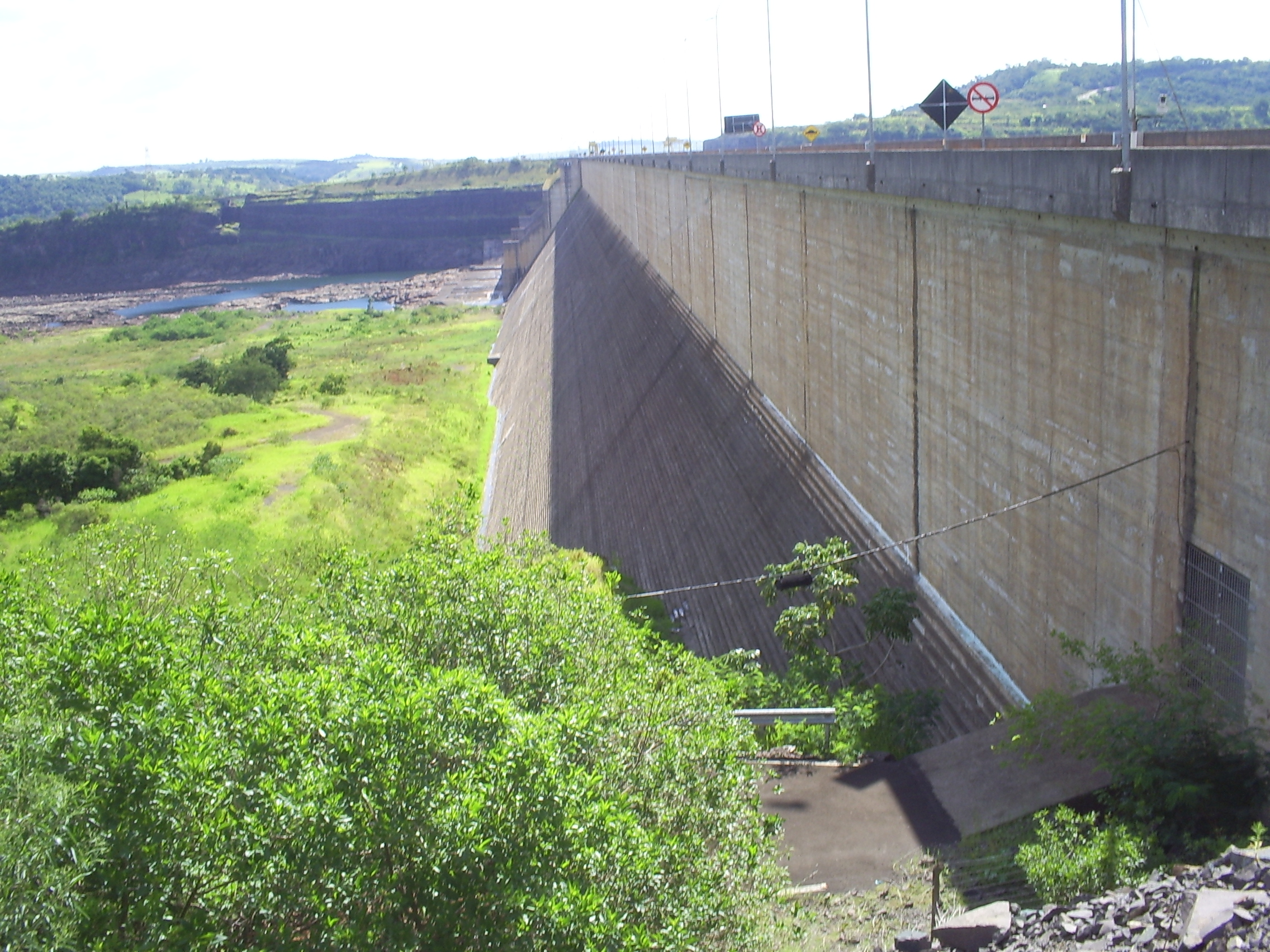
Represa de Salto Caxias.

La represa Governador José Richa (más conocida como Salto Caxias), está ubicada sobre el río Iguazú, en el municipio de Capitão Leônidas Marques, estado de Paraná, Brasil, a 600 km de la ciudad de Curitiba.
Inaugurada en 1999, la central posee 4 turbinas de 310 MW cada una, con una potencia total instalada de 1.240 MW. La presa tiene una longitud de 1.083 metros y 67 metros de altura, la misma es de hormigón armado y su volumen es de 912.000 m³, convirtiéndola en la mayor de Sudamérica en su tipo. El embalse posee una superficie de 131 km².
- Datos: Q1630139